# جون إي. فلين
جون إي. فلين (بالإنجليزية: John E. Flynn)‏ هو سياسي أمريكي، ولد في 10 أبريل 1912، وتوفي في 23 سبتمبر 2003. حزبياً، نشط في الحزب الجمهوري. وقد انتخب عضو مجلس ولاية نيويورك.